# Одеський автоскладальний завод
ЗАТ «Одеський автоскладальний завод» (ОдАЗ) — автоскладальне підприємство в місті Одеса в Україні.

## Історія підприємства
Підприємство засноване в 1948 році як автоскладальний завод. Випускало самоскиди ГАЗ-93, виробництво яких в 1958 році передано до Саранська (САЗ). Потім ОдАЗ виробляв тролейбуси ОдАЗ-695 (ЛАЗ-695Т), напівпричепи ОдАЗ-885 та ОдАЗ-794 для тягачів ЗІЛ-130В1 і КАЗ-608, інші причепи та напівпричепи, аж до шасі зенітного ракетного комплексу С-300.
На сьогодні завод спеціалізується на виробництві автотранспортної техніки, включаючи причепи, напівпричепи, фургони-рефрижератори, контейнеровози, комбайновози, скотовози, зерновози, спецтехніку, причепи до легкових автомобілів і ін. Займається ліцензійним складанням автомобілів КамАЗ.

## ОдАЗ виробляє

### Автомобільні напівпричепи одноосні
- ОдАЗ-93571 Бортовий 11,4 т; довжина 8,0 м;
- ОдАЗ-93572 Бортовий 12,0 т; довжина 8,0 м;
- ОдАЗ-935724 Платформа 8,0 т; 16,3 м;
- ОдАЗ-935728 Бортовий 12,0 т; 12,0 м;
- ОдАЗ-93573 Бортовий 14,8 т; 8,0 м;
- ОдАЗ-9753-01 Фургон мет. 12т. 8,0 м;

### Автомобільні напівпричепи двоосні
- ОдАЗ-93577 Бортовий 20,0 т; 12,0 м;
- ОдАЗ-935729 Бортовий 20,0 т; 10,4 м;
- ОдАЗ-9753-011 Фургон метал.20,0 т 10,6 м;
- ОдАЗ-977254 Ізотермічний 13,0 т 8,4 м;
- ОдАЗ-977255 Ізотермічний 19,0 т 9,4 м.

### Автомобільні напівпричепи трьохосні
- ОдАЗ-9763 Ізотермічний 24,5 т; 13,6 м; підвіска пневматична, з АБС;
- ОдАЗ-9763 Ізотермічний 21,0 т; 13,6 м; підвіска ресорна;
- ОдАЗ-97631 Бортовий з тентом 23,0 т; 13,6 м; підвіска пневматична, з АБС; ресорна.
- ОдАЗ-976312 Бортовий 22 т; 13,6 м;
- ОдАЗ-97632 Контейнеровоз 26 т; 12,4 м;
- ОдАЗ-97633 металевий Фургон 23 т; 13,6 м; 84 м3;
- ОдАЗ-976331 металевий Фургон 23 т; 13,6 м; 86 м3.

### Двоосні причепи
- ОдАЗ-830040 Бортовий 12,5 т; 7,8 м;
- ОдАЗ-830041 Бортовий 16,5 т; 7,8 м;
- ОдАЗ-830048 Контейнеровоз 16 т; 6,1 м;
- ОдАЗ-830051 Фургон 16 т; 7,8 м.

### Напівпричепи зерновози
- ОдАЗ-93576 одноосний,14,3 т/25 м3 9,5 м.
- ОдАЗ-935761 двоосний, 20,5 т/30м3 10,5 м.
- ОдАЗ-935762 двоосний, 22,0 т/30м3 12,2 м.
- ОдАЗ-935763 двоосний, 19,0 т/40м3 12,2 м.
- ОдАЗ-935764 трьохосний, 35,0 т/51м3 13,5 м.
- ОдАЗ-935765 двоосний, 22,0 т/49м3 12,2 м.

### Комбайновози
- ОдАЗ-830010 причіп двоосний 11 т 13,5 м.
- ОдАЗ-830020 причіп триосний 12 т 15,4 м.
- ОдАЗ-830030 двоосний напівпричіп 19 т.

### Напівпричепи— скотовози
- ОдАЗ-9958 одноосний, 8,5 т 11,3 м;
- ОдАЗ-9976 двоосний, 8,5 т 11,3 м.

## Колишня продукція ОдАЗ
ОдАЗ-869 - одновісний напівпричіп-автобус на базі ЛАЗ-695
ОдАЗ-828/ОдАЗ-828М - двоосний напівпричіп, 5 т,  8,95 м
ОдАЗ-885 - одновісний бортовий напівпричіп.
ОдАЗ-784 - одновісний напівпричіп-фургон.
ОдАЗ-794 - одновісний напівпричіп-фургон.
ОдАЗ-795 - одновісний напівпричіп-фургон, подовжена модифікація ОдАЗ-794.
ОдАЗ-935 - двовісний напівпричіп-фургон.
ОдАЗ-826 - одновісний напівпричіп-рефрижератор.